# Esperance (Vieux Fort)
Esperance es una localidad de Santa Lucía que forma parte del distrito de Vieux Fort.